# Dean Richards
Dean Richards (Nuneaton, 11 de julio de 1963) es un exentrenador y exjugador británico de rugby que se desempeñaba como octavo. Actualmente es mánager deportivo de los Newcastle Falcons.

## Selección nacional
Fue convocado al XV de la Rosa por primera vez en marzo de 1986 para enfrentar al XV del Trébol y disputó su último partido en febrero de 1996 ante el mismo rival. En total jugó 48 partidos y marcó seis tries para un total de 24 puntos (un try valía 4 puntos por aquel entonces).

### Participaciones en Copas del Mundo
Disputó tres Copas del Mundo; Nueva Zelanda 1987 donde el XV de la Rosa fue eliminado en cuartos de final y Richards marcó su único try en mundiales, Inglaterra 1991 donde resultó subcampeón tras caer ante los Wallabies en la final y Sudáfrica 1995 donde los ingleses alcanzaron la cuarta posición.
| Mundial                       | Sede          | Resultado        | PJ | Tries |
| ----------------------------- | ------------- | ---------------- | -- | ----- |
| Copa Mundial de Rugby de 1987 | Nueva Zelanda | Cuartos de final | 4  | 1     |
| Copa Mundial de Rugby de 1991 | Inglaterra    | Subcampeón       | 3  | 0     |
| Copa Mundial de Rugby de 1995 | Sudáfrica     | Cuarto puesto    | 3  | 0     |

## Leones Británicos
Fue convocado a integrar el plantel de los British and Irish Lions para participar de la Gira a Australia 1989, allí disputó los tres test-matches ante los Wallabies y cuatro años más tarde nuevamente en la Gira a Nueva Zelanda 1993 donde también jugó en los tres test-matches ante los All Blacks.

## Palmarés
- Campeón del Torneo de las Seis Naciones de 1991, 1992, 1995 y 1996.
- Campeón de la Premiership Rugby de 1987–88 y 1994–95.
- Campeón de la Anglo-Welsh Cup de 1992–93 y 1996–97.

Como entrenador:
- Campeón de la Copa de Campeones de 2000–01 y 2001–02.
- Campeón de la Premiership Rugby de 1998–99, 1999–00, 2000–01 y 2001–02.